# Juncus marginatus
Juncus marginatus là một loài thực vật có hoa trong họ Juncaceae. Loài này được Rostk. mô tả khoa học đầu tiên năm 1801.

## Hình ảnh

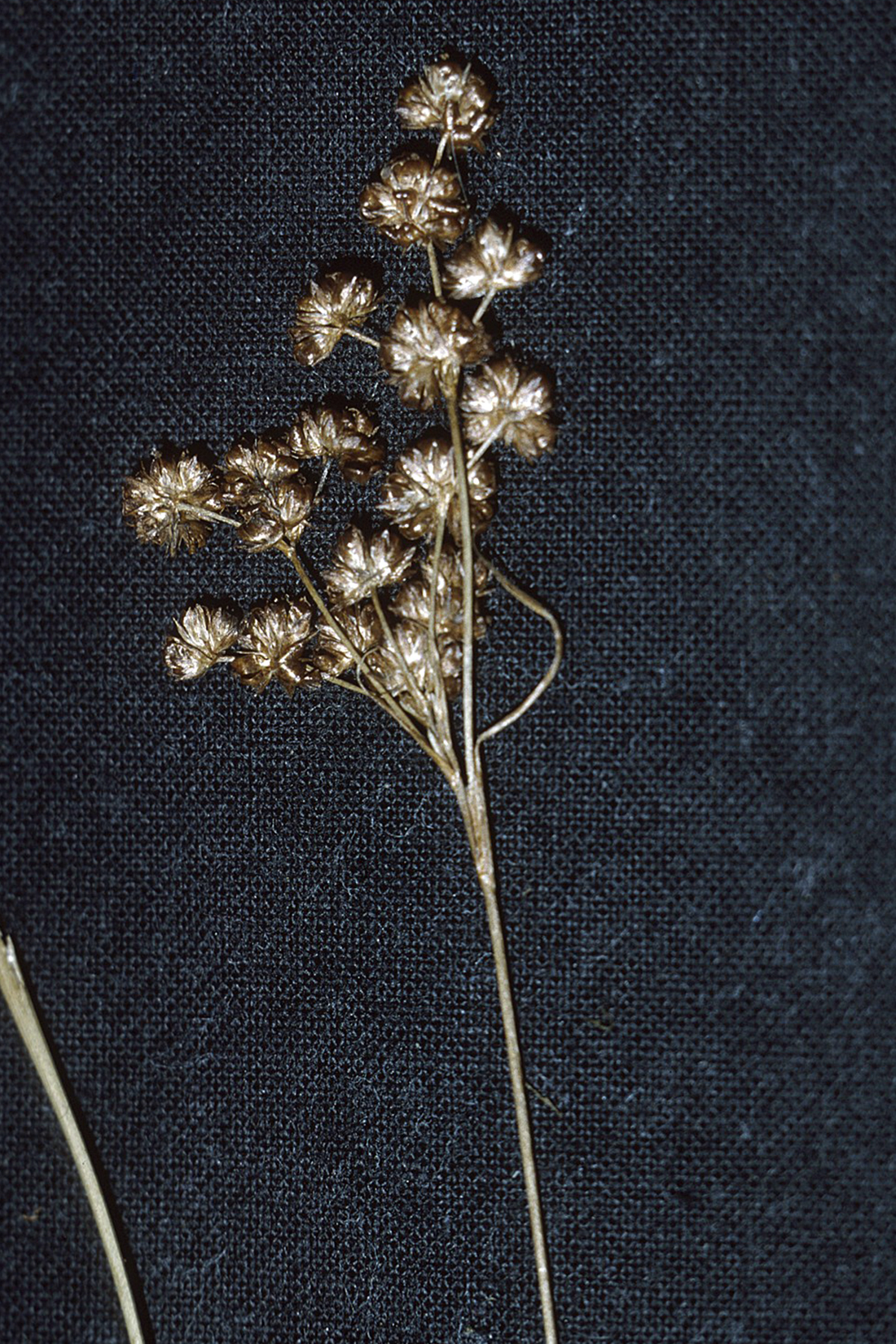